# 고바야시 게이주

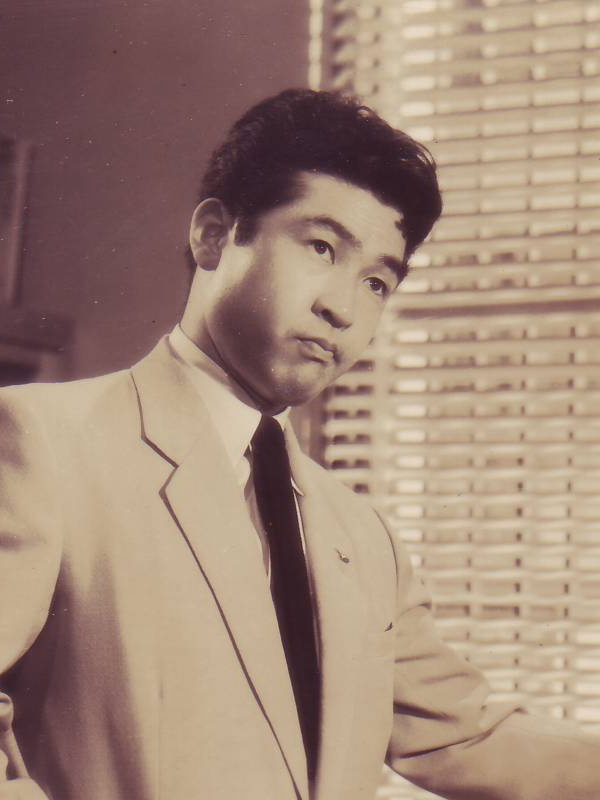

코바야시 케이쥬(Keiju Kobayashi, 1923년 11월 23일 ~ 2010년 9월 16일)는 일본의 배우, 일본의 성우이다.
군마현에서 태어났으며 도쿄도에서 사망하였다.

## 영화
- 전학생 (2007년)
- 테이크 더 A 트레인, 썸데이 (2003년)
- 여름의 어느 날 (1999년)
- 사랑한다 (1997년)
- 귀를 기울이면 (1995년) - 세이지의 할아버지 목소리 역
- 타스마니아이야기 (1990년)
- 마루사의 여자 (1987년)
- 소로방즈쿠 (1986년)
- 고질라 17 - 고질라 1985 (1984년)
- 러빙 (1983년)
- 하이 틴 부기 (1982년)
- 남자는 괴로워 16 (1975년) - 닥터 타도코로 역
- 일본 침몰 (1973년)
- 돗보 지죠의 단추전쟁 (1967년)
- 여자 안의 타인 (1966년)
- 사무라이 (1965년)
- 디스크립션 오브 프레지던트 레저리 투어 (1963년)
- 추신구라 - 47로닌 (1962년)
- 방랑기 (1962년) - 후지야마 역
- 츠바키 산주로 (1962년)
- 고하야가와가의 가을 (1961년)
- 권적운 (1958년)
- 취우 (1956년)
- 아내의 마음 (1956년) - 신지 역
- 코코 니 이즈미 아리 (1955년)
- 부부 (1953년) - 하야카와 시게키치 역
- 부산 (1953년)
- 럭키맨 (1952년)
- 밥 (1951년)